# Приморське (Багратіоновський район)
Приморське (рос. Приморское) — селище Багратіоновського району, Калінінградської області Росії. Входить до складу Погранічного сільського поселення.
Населення — 32 особи (2015 рік).